# 프라임그룹
프라임그룹은 대한민국의 기업집단이다. 
1998년 4월 4일에 강변역에 테크노마트를 설립하였고, 같은 해에 프라임저축은행(현 BNK저축은행)을 인수하였다. 이후 명동 아바타, 광명 크로앙스와 같은 대형 쇼핑몰을 열었으며, 2003년 한글과컴퓨터, 2006년 12월 5일 부동산TV(RTN), 2008년 동아건설을 인수하였다. 1998년 강변 테크노마트를 오픈하면서 부동산 디벨로핑 리딩기업으로
발돋움했고, 특히 강변 테크노마트의 경우 국내 최대의 복합쇼핑몰로 유력 언론사의 보도가 이어지면서 1일 유동인구 10만명 이상의 메머드 쇼핑몰로 발돋움한 바 있다.
계열사 중 프라임엔터테인먼트에서는 우리들의 행복한 시간들 영화를 제작한 바 있다.